# Giả vờ rút lui

Giả vờ rút lui.

Giả vờ rút lui là một chiến thuật quân sự, theo đó một lực lượng quân sự giả vờ rút lui sau một trận giao chiến để thu hút kẻ thù vào vị trí dễ bị tiêu diệt.
Một cuộc rút lui giả vờ là một trong những chiến thuật khó khăn cho một lực lượng quân sự trong việc thực hiện, đòi hỏi những người lính có kỷ luật tốt. Điều này bởi vì nếu kẻ thù ép vào lực lượng rút lui, quân đội không kỷ luật có thể sẽ bị tiêu diệt thất bại trong hoạt động phối hợp và cuộc rút lui sẽ trở thành thảm họa thật sự.

## Lịch sử
Ghi chép của Herodotus báo cáo rằng người Sparta đã sử dụng chiến thuật giả vờ rút lui tại Trận Thermopylae (480 TCN) để đánh bại lực lượng của Ba Tư Quân đoàn Bất tử.
Tôn Vũ, trong binh pháp của ông, ông viết: "Đừng theo đuổi kẻ thù cao chạy xa bay." Lời khuyên này cảnh báo việc chống lại kẻ thù bất ngờ chạy trốn sau cuộc chiến đấu yếu ớt, vì nó có thể là mồi nhử cho một cuộc phục kích.
Dưới đây là danh sách trận đánh có hoạt động Giả vờ rút lui:
- Trận Mã Lăng, năm 342 TCN.
- Trận Agrigentum, năm 262 TCN.
- Trận Carrhae, năm 53 TCN.
- Trận Tương Dương-Phàn Thành, năm 219.
- Chiến dịch Al Raji, năm 625.
- Cuộc xâm lược Banu Lahyan, năm 629.
- Chiến dịch Abu Qatadah ibn Rab'i al-Ansari, năm 629.
- Trận Amblève, năm 716.
- Trận Lechfeld, năm 910.[4]
- Trận Rednitz, năm 910.[5]
- Trận Bạch Đằng (938)
- Trận Hastings, năm 1066.[6]
- Trận Harran, năm 1104.[7]
- Mông Cổ xâm lược Khwarezmia
  - Trận Samarkand, năm 1220.
- Trận Legnica, năm 1241.
- Trận Chmielnik, năm 1241.
- Trận Bạch Đằng (1288)
- Trận Kizaki, 1572.[8]
- Trận Rạch Gầm – Xoài Mút, năm 1785.

Hoạt động giả vờ rút lui bị thất bại, trở thành thảm họa quân sự:
- Trận Grunwald, năm 1410.

### Sách
- John Keegan, A History of Warfare. Vintage, 1994.